# 飛鷹ゆうき
飛鷹 ゆうき（ひだか ゆうき、1967年10月3日 - ）は、日本の漫画家。埼玉県出身。女性。

## 経歴
- 1988年、『HERO!?』で第36回手塚賞佳作（「一条馨」名義）を受賞。
- 1990年に『週刊少年ジャンプ増刊SpringSpecial』にて『タイムウォーカー零』でデビュー。同作品を『週刊少年ジャンプ』1991年26～48号に連載。
- その後は岡野剛、山本純二のアシスタントを経て、火の玉ゲームコミック（光文社）に活動の場を移した。
- 2002年より『ファミ通PS2』（エンターブレイン）にてガストのゲーム『ユーディーのアトリエ 〜グラムナートの錬金術士〜』『イリスのアトリエ エターナルマナ』のコミカライズも担当している。また、一迅社（旧スタジオDNA発行の『スーパーロボット大戦シリーズ』のアンソロジー漫画も執筆している。

## 作品リスト

### 漫画
- タイムウォーカー零（1991年 - 1992年、集英社、ジャンプコミックス全4巻）
- 一閃!電光石火丸（短編集、1994年、集英社、ジャンプコミックス全1巻）
- ユーディーのアトリエ もう一つの記憶（原作：吉池真一、2003年、エンターブレイン、ブロスコミックスEX、全1巻）
- イリスのアトリエ エターナルマナ オリジナルコミック エデンの激動編（2005年、エンタブレイン、ファミ通PS2 5月27日）

### 読み切り
- 彼女の告白（集英社『週刊少年ジャンプ』1995年44号掲載） - 実際に学校で起きたいじめ事件を題材とした作品
- 神剣狂騒曲（ムービック『ファイアーエムブレム 聖戦の系譜コミックアンソロジー』1997年の所載作品）

## 受賞歴
- 第36回手塚賞佳作：『HERO!?』（「一条馨」名義）
- 第37回手塚賞最終候補：『タイムウォーカー』（『タイムウォーカー零』の前身的作品）